# Ipokia
Ipokia è una città della Repubblica Federale della Nigeria appartenente allo stato di Ogun (stato). 
È il capoluogo dell'omonima area a governo locale (local government area) che si estende su una superficie di 629 km² e conta una popolazione di 150.426 abitanti.